# سرخیو کاریرا
سرخیو کاریرا (انگلیسی: Sergio Carreira؛ زادهٔ ۱۳ اکتبر ۲۰۰۰) بازیکن فوتبال اهل اسپانیا است.
وی همچنین در تیم ملی فوتبال زیر ۲۱ سال اسپانیا بازی کرده‌است.